# Démarchage électoral

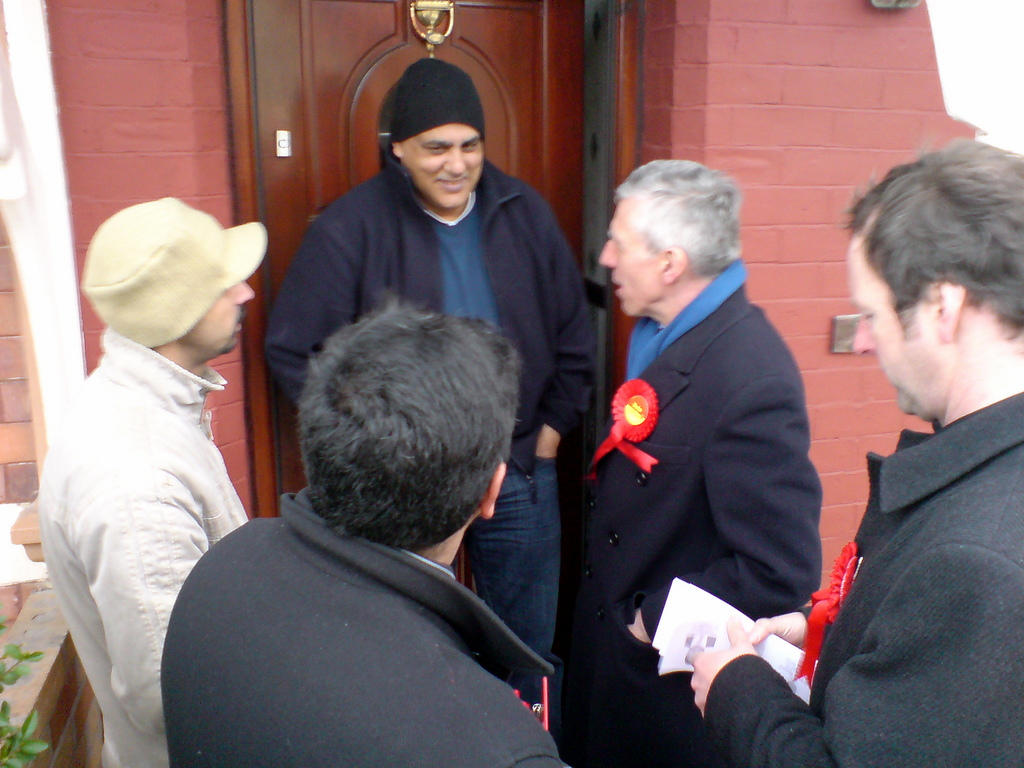
L'homme politique britannique Jack Straw en train de démarcher avec des conseillers locaux à Blackburn.

Le démarchage électoral consiste à approcher les membres d'un groupe cible de façon systématique au cours d'une campagne électorale.
Une équipe de campagne, voire le candidat lui-même, fait du porte-à-porte dans un secteur géographique particulier et engage une communication personnelle en face à face avec des électeurs. Le démarchage électoral peut aussi être pratiqué par téléphone, auquel cas il s'agit d'une forme de démarchage téléphonique.

## Aspects positifs
Le démarchage permet aux citoyens de communiquer leurs idées et critiques aux candidats. Il permet en retour aux politiciens de se faire une idée sur la manière dont les électeurs vont voter. Le démarchage électoral leur permet également de demander de l’aide bénévole ou un appui financier pour leur campagne électorale. Dans les pays où le vote n'est pas obligatoire, il permet de rappeler les échéances électorales aux électeurs et ainsi de combattre l'abstention.

## Le démarchage électoral comme nuisance
Le démarchage électoral, en particulier sous sa forme téléphonique, peut être ressenti comme une intrusion ou du harcèlement, voire une forme de pression, et de nombreux pays ont mis en place une législation encadrant le démarchage électoral. Aux États-Unis, la Cour suprême a largement donné raison aux hommes politiques, en invoquant le premier amendement.